# Violette Athletic Club
Il Violette Athletic Club è una società calcistica haitiana, con sede nella capitale Port-au-Prince. Fondato nel 1918, gioca le partite casalinghe nello Stade Sylvio Cator ed i colori sociali sono il bianco ed il blu.
Il club vinse la CONCACAF Champions' Cup nell'edizione del 1984 per via delle squalifiche comminate alle altre 2 potenziali finaliste del torneo, i New York Pancyprian-Freedoms ed il Club Deportivo Guadalajara. È una delle sole due formazioni haitiane ad aver conquistato la massima competizione nordamericana per club calcistici, insieme al Racing Club Haïtien.

## Palmarès

### Competizioni nazionali
- Championnat National D1: 6

1939, 1957, 1968, 1983, 1995, 1999
- Coupe d'Haïti: 2

1939, 1951

### Competizioni internazionali
- CONCACAF Champions' Cup: 1

1984